# Società Sportiva Maceratese 1984-1985
Questa pagina raccoglie le informazioni riguardanti la Società Sportiva Maceratese nelle competizioni ufficiali della stagione 1984-1985.

## Rosa
| N. |                   | Ruolo | Calciatore          |
| -- | ----------------- | ----- | ------------------- |
|    | Italia (bandiera) | C     | Massimo Appignanesi |
|    | Italia (bandiera) | P     | Graziano Barzetti   |
|    | Italia (bandiera) | C     | Dario Biasi         |
|    | Italia (bandiera) | D     | David Bonifazi      |
|    | Italia (bandiera) | A     | Stefano Cervigni    |
|    | Italia (bandiera) | D     | Teobaldo Ferracuti  |
|    | Italia (bandiera) | C     | Giovanni Frinzi     |
|    | Italia (bandiera) | P     | Antonino Gabban     |
|    | Italia (bandiera) | A     | Antonio Lanza       |
|    | Italia (bandiera) | C     | Flavio Matteucci    |
|    | Italia (bandiera) | C     | Andrea Mazzaferro   |

| N. |                   | Ruolo | Calciatore              |
| -- | ----------------- | ----- | ----------------------- |
|    | Italia (bandiera) | C     | Rossano Menghini        |
|    | Italia (bandiera) | A     | Dino Pagliari (I)       |
|    | Italia (bandiera) | A     | Nazzareno Piattella     |
|    | Italia (bandiera) | D     | Giancarlo Polinesi      |
|    | Italia (bandiera) | C     | Alessandro Porro        |
|    | Italia (bandiera) | C     | Onesto Riccitelli       |
|    | Italia (bandiera) | D     | Silvio Rossi            |
|    | Italia (bandiera) | C     | Augusto Sabbatini (cap) |
|    | Italia (bandiera) | D     | Roberto Santini         |
|    | Italia (bandiera) | D     | Sauro Trillini          |

## Risultati

### Campionato

#### Girone di andata
| 23 settembre 1984 1ª giornata | Forlì | 1 – 1 | Maceratese |  |

| 30 settembre 1984 2ª giornata | Maceratese | 1 – 0 | Martina |  |

| 7 ottobre 1984 3ª giornata | Giulianova | 1 – 1 | Maceratese |  |

| 14 ottobre 1984 4ª giornata | Fano | 2 – 3 | Maceratese |  |

| 21 ottobre 1984 5ª giornata | Maceratese | 2 – 0 | Matera |  |

| 23 ottobre 1984 6ª giornata | Cattolica | 0 – 0 | Maceratese |  |

| 4 novembre 1984 7ª giornata | Maceratese | 2 – 1 | Fermana |  |

| 11 novembre 1984 8ª giornata | Centese | 2 – 0 | Maceratese |  |

| 13 novembre 1984 9ª giornata | Maceratese | 1 – 1 | Brindisi |  |

| 20 novembre 1984 10ª giornata | Civitanovese | 1 – 1 | Maceratese |  |

| 2 dicembre 1984 11ª giornata | Maceratese | 0 – 0 | Foligno |  |

| 9 dicembre 1984 12ª giornata | Maceratese | 0 – 0 | Vigor Senigallia |  |

| 16 dicembre 1984 13ª giornata | Teramo | 1 – 0 | Maceratese |  |

| 23 dicembre 1984 14ª giornata | Maceratese | 0 – 0 | Fidelis Andria |  |

| 6 gennaio 1985 15ª giornata | Sassuolo | 4 – 1 | Maceratese |  |

| 13 gennaio 1985 16ª giornata | Maceratese | 2 – 2 | Pro Italia Galatina |  |

| 20 gennaio 1985 17ª giornata | Cesenatico | 0 – 0 | Maceratese |  |

#### Girone di ritorno
| 3 febbraio 1985 18ª giornata | Maceratese | 1 – 1 | Forlì |  |

| 10 febbraio 1985 19ª giornata | Martina | 1 – 0 | Maceratese |  |

| 17 febbraio 1985 20ª giornata | Maceratese | 1 – 1 | Giulianova |  |

| 24 febbraio 1985 21ª giornata | Maceratese | 1 – 0 | Fano |  |

| 3 marzo 1985 22ª giornata | Matera | 0 – 0 | Maceratese |  |

| 10 marzo 1985 23ª giornata | Maceratese | 3 – 1 | Cattolica |  |

| 17 marzo 1985 24ª giornata | Fermana | 1 – 1 | Maceratese |  |

| 24 marzo 1985 25ª giornata | Maceratese | 1 – 1 | Centese |  |

| 6 aprile 1985 26ª giornata | Brindisi | 1 – 0 | Maceratese |  |

| 14 aprile 1985 27ª giornata | Maceratese | 1 – 1 | Civitanovese |  |

| 21 aprile 1985 28ª giornata | Foligno | 2 – 1 | Maceratese |  |

| 5 maggio 1985 29ª giornata | Vigor Senigallia | 2 – 1 | Maceratese |  |

| 12 maggio 1985 30ª giornata | Maceratese | 2 – 0 | Teramo |  |

| 19 maggio 1985 31ª giornata | Fidelis Andria | 0 – 0 | Maceratese |  |

| 25 maggio 1985 32ª giornata | Maceratese | 2 – 2 | Sassuolo |  |

| 2 giugno 1985 33ª giornata | Pro Italia Galatina | 0 – 0 | Maceratese |  |

| 9 giugno 1985 34ª giornata | Maceratese | 0 – 0 | Cesenatico |  |